# Cerkiew św. Mikołaja w Bełzie
Cerkiew św. Mikołaja (dawniej Kościół Najświętszej Maryi Panny, potocznie Kościół na Zameczku) – zabytkowy budynek sakralny znajdujący się w Bełzie na zachodniej Ukrainie w obwodzie lwowskim.

## Historia
Kościół Najświętszej Maryi Panny w Bełzie został wybudowany w latach 1906–1911 w stylu modernistycznym z elementami neogotyku według projektu Kaliksta Krzyżanowskiego. Budowlę wzniesiono na obszarze Zameczku, czyli pozostałości po średniowiecznej twierdzy i murach obronnych na obrzeżach Bełza, nad rzeką Sołokija. Stąd przez polskich mieszkańców miasta nazywany był w mowie potocznej kościołem na Zameczku. Świątynia ma budowę asymetryczną – wieża znajduje się na prawo od wejścia. Początkowo kościół otrzymał wezwanie świętej Weroniki.
W 1919 r. obszar Zameczku wraz z kościołem był broniony przez polskie oddziały w toku wojny polsko-ukraińskiej, gdzie usiłowano nie dopuścić do sforsowania rzeki Sołokija przez wojska ukraińskie. W okresie międzywojennym świątynia została przemianowana na kościół Najświętszej Maryi Panny i poza funkcją kościoła parafialnego pełniła też funkcję kościoła garnizonowego Wojska Polskiego. Tereny przykościelne, będące dotychczas własnością prywatną, zostały wykupione przez archidiecezję lwowską za sprawą działalności dziekana bełskiego ks. prałata Jakuba Dymitrowskiego. W latach 1933–1938 według projektu lwowskiego architekta Witolda Rawskiego kościół nieznacznie przebudowano, a na obszarze Zameczku wzniesiono kaplicę św. Walentego, pełniącą w okresie letnim funkcję ołtarza polowego dla pielgrzymów. W 1933 r. wybudowano także murowaną dzwonnicę, a w 1935 r. – bramę kościelną z wykutym herbem Bełza i łacińskim napisem Belz constant fidelis („Bełz zawsze wierny”). Jako ostatnia została wybudowana Droga Krzyżowa z czternastoma stacjami, w tym dwoma – pierwszą i ostatnią – zaakcentowanymi przez murowane kapliczki.
W 1939 r. na rzekach Bug i Sołokija oparto granicę niemiecko-radziecką wytyczoną tajnym protokołem Paktu Ribbentrop-Mołotow. Bełz znalazł się po stronie niemieckiej, a na drodze pod kościołem na Zameczku stanął niemiecki posterunek graniczny. Po II wojnie światowej w tym samym miejscu przebiegała nowa granica polsko-radziecka.
Po tzw. korekcie granicznej w 1951 r. Bełz został oddany Związkowi Radzieckiemu, a polskich mieszkańców wysiedlono w granice PRL. O tej pory kościół na Zameczku był nieużywany. Początkowo mieściła się tam placówka radzieckiej straży granicznej, a później szkoła jazdy. Budowla uległa przy tym daleko posuniętej dewastacji. Po odzyskaniu niepodległości przez Ukrainę w 1991 r. budynek kościoła został przekazany Ukraińskiej Cerkwi Prawosławnej Patriarchatu Kijowskiego, a obecnie – po zjednoczeniu – Prawosławnej Cerkwi Ukrainy. W nowej denominacji świątynia otrzymała imię świętego Mikołaja. W latach 90. budynek wyremontowano, wnętrze przygotowując do sprawowania liturgii prawosławnej (m.in. zainstalowano zdobiony ikonostas). Wymownym symbolem dawnej wielokulturowości Bełza pozostają napisy nad wejściem do świątyni – u góry polski napis O Mario, Matko Boża Ratuj Nas z początku XX w., zachowany do dziś, a pod nim wykonany w latach 90. po ukraińsku: Спаси Господи Людей Твоїх (Spasy Hospody Ljudej Twojich – „Zbaw Boże, Lud Swój”).

## Galeria – cerkiew św. Mikołaja iZameczek

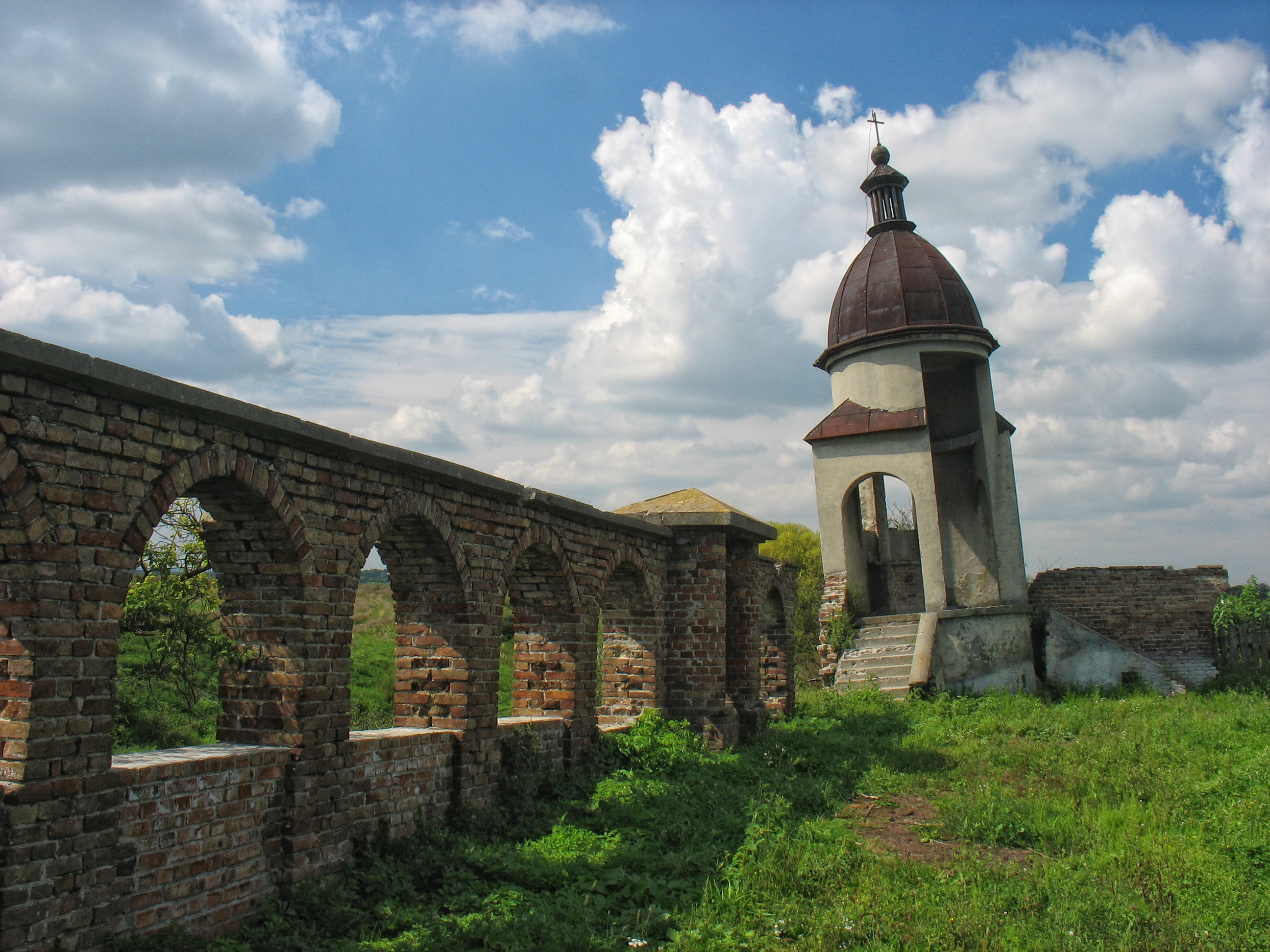
Pozostałości średniowiecznych murów obronnych
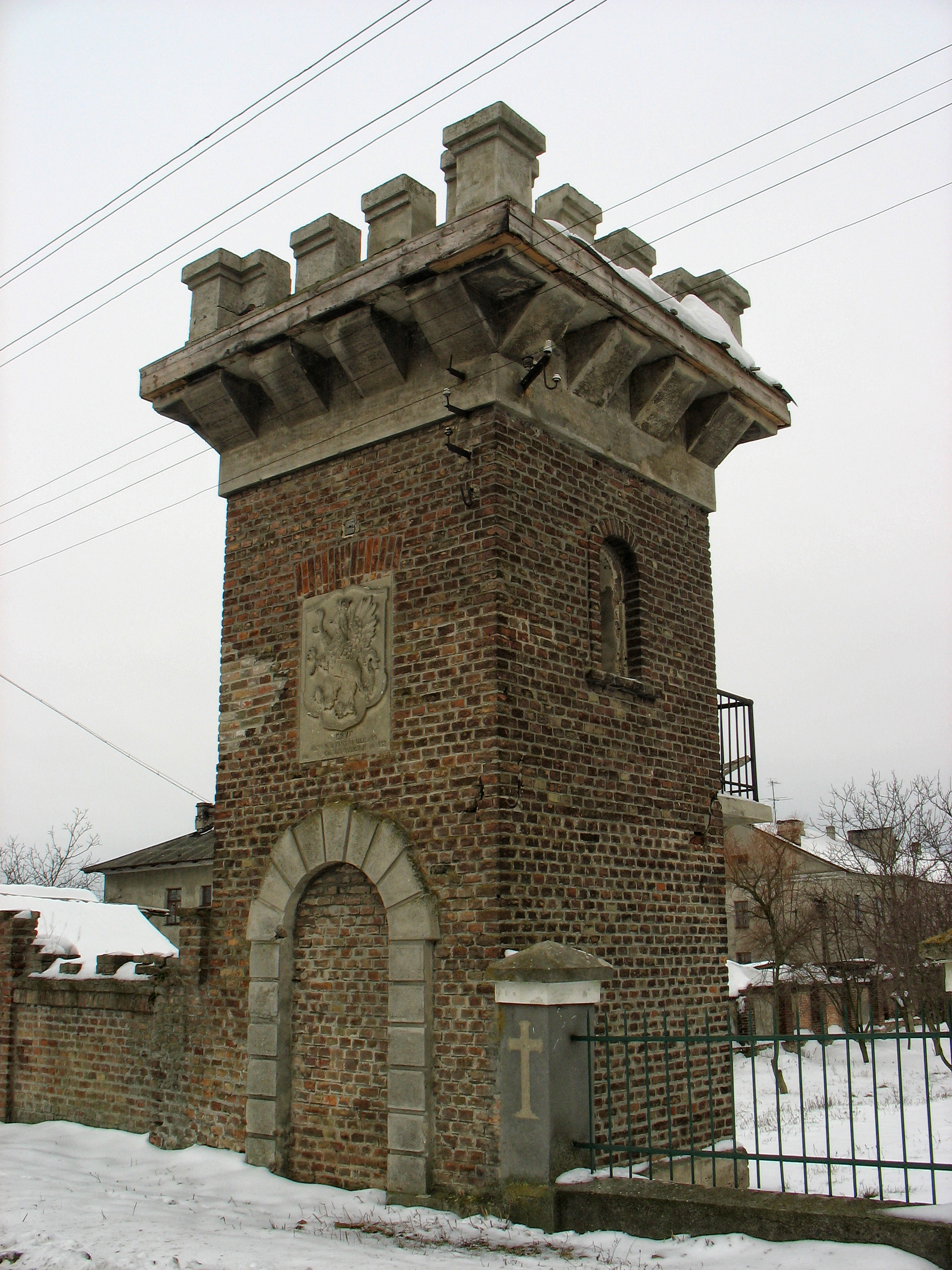
Murowana dzwonnica z 1933 r.
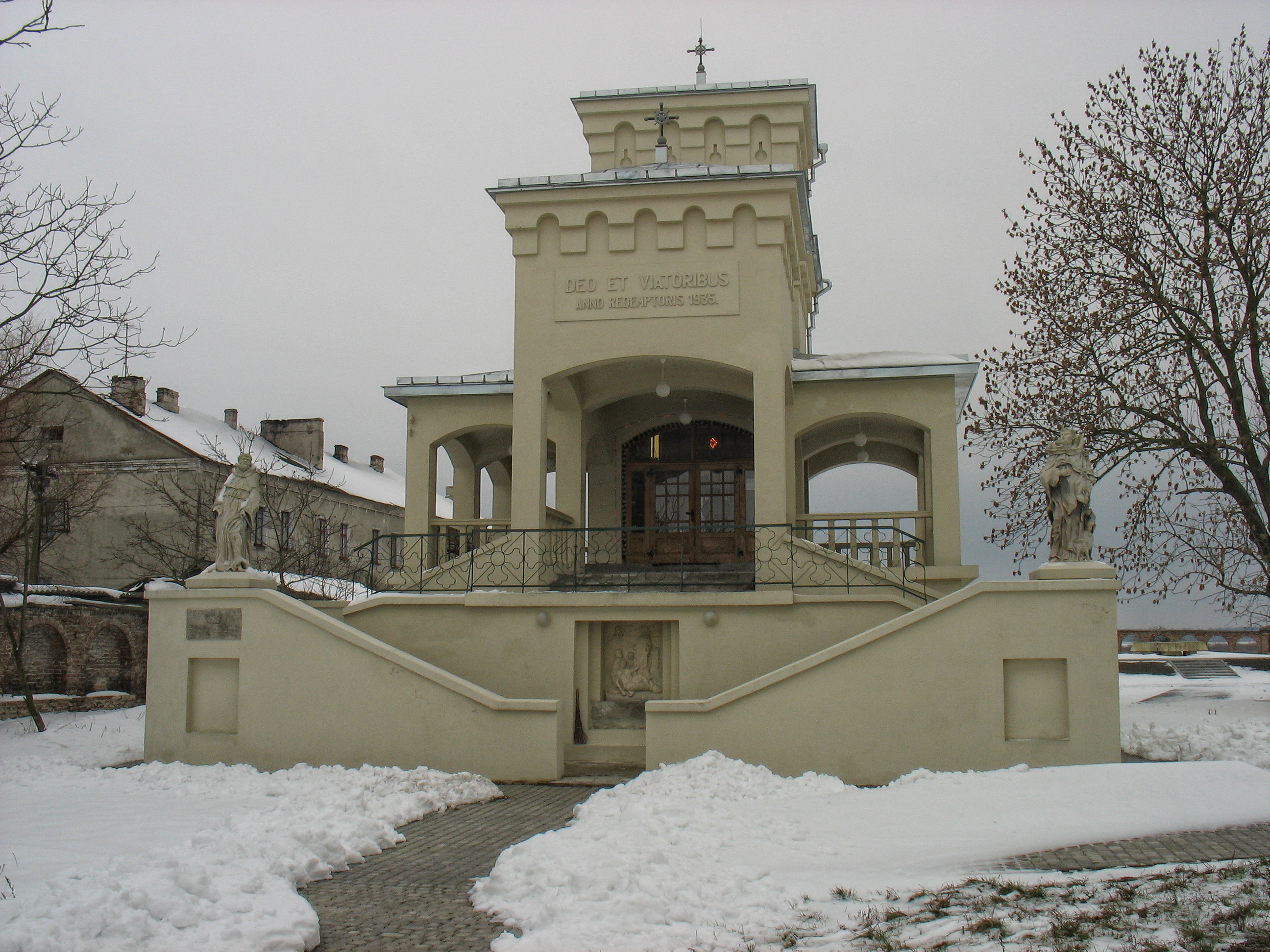
Kaplica św. Walentego z 1935 r.
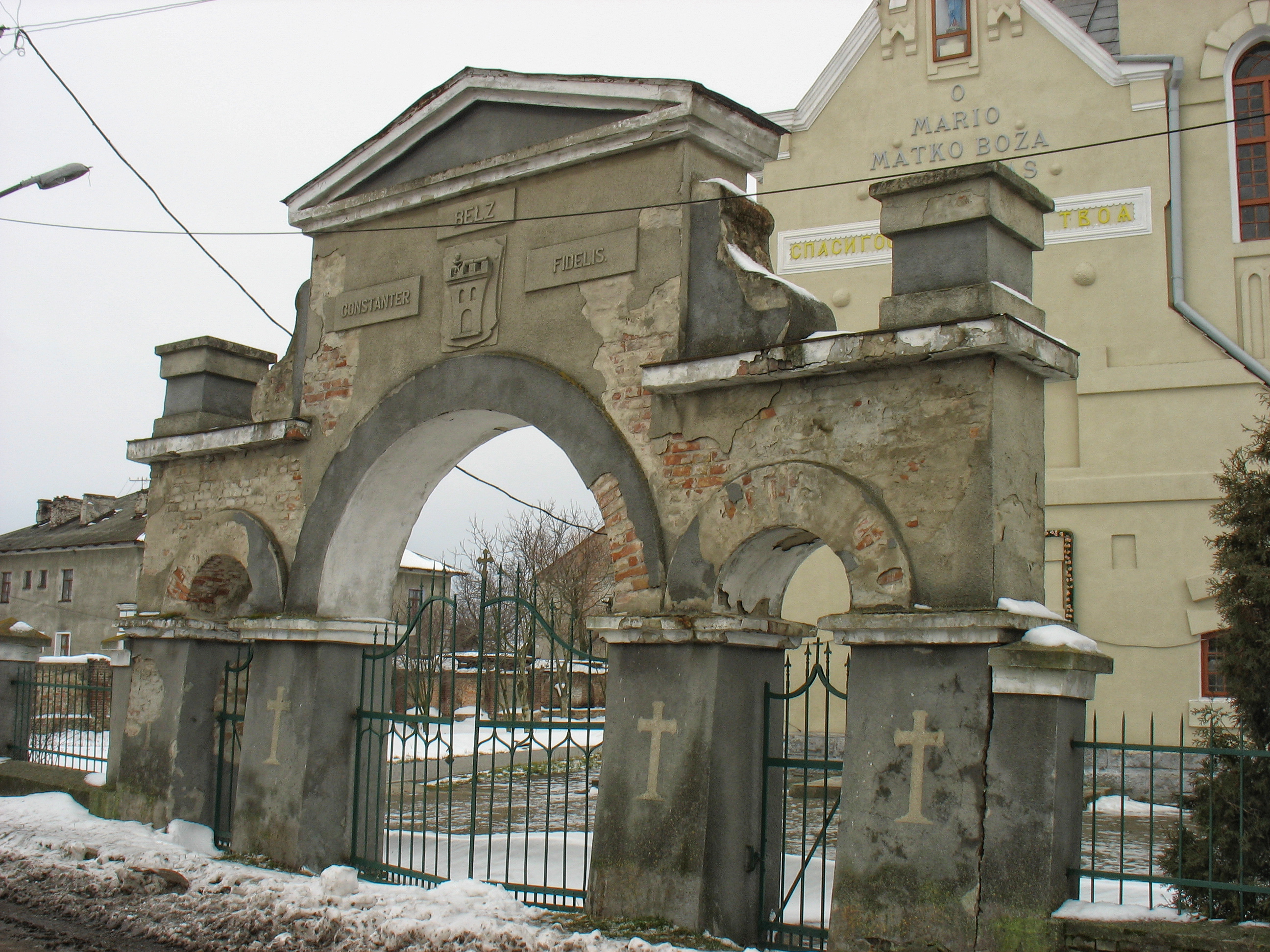
Brama kościelna z 1935 r.
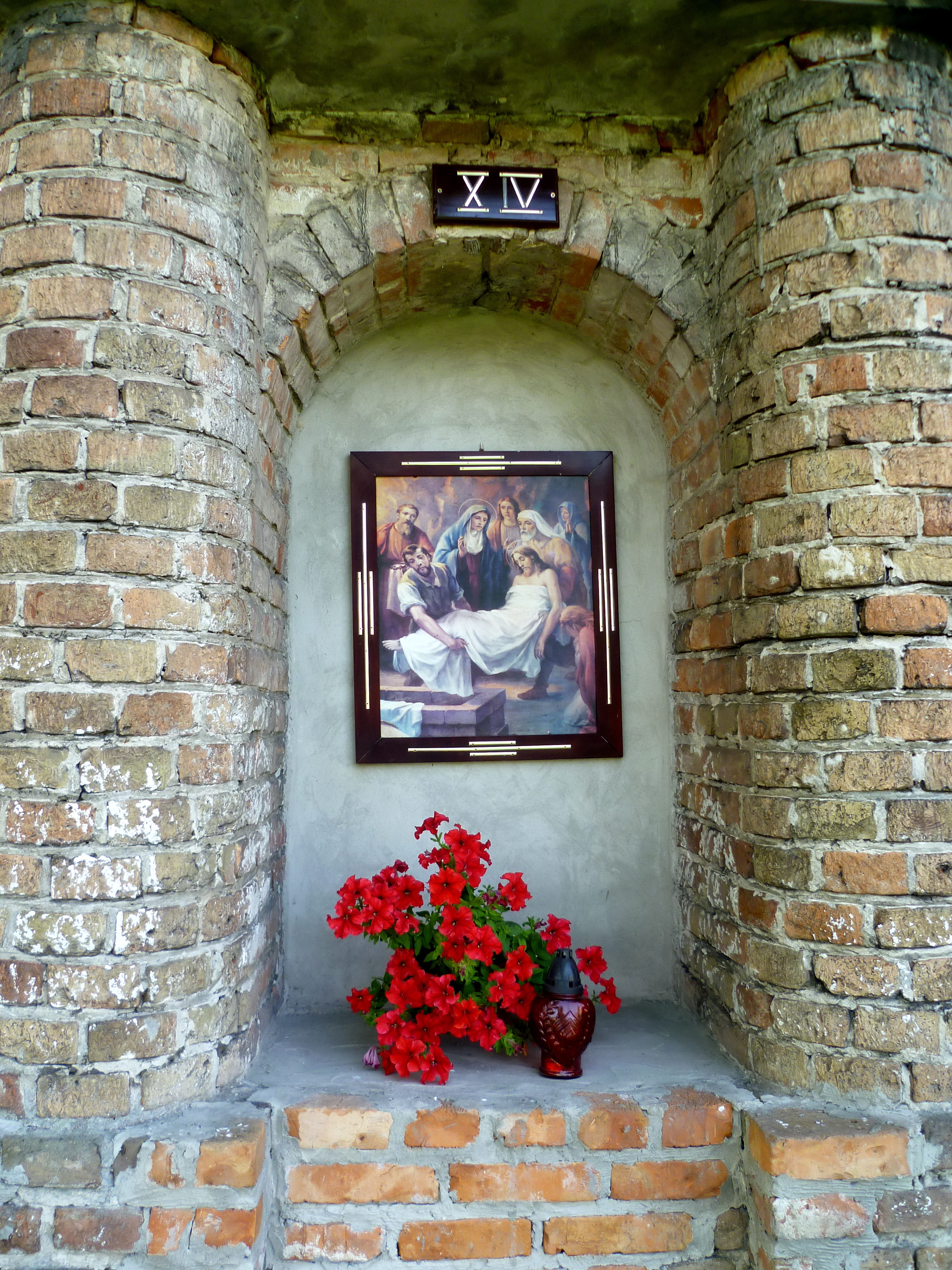
XIV stacja Drogi Krzyżowej z 1938 r.
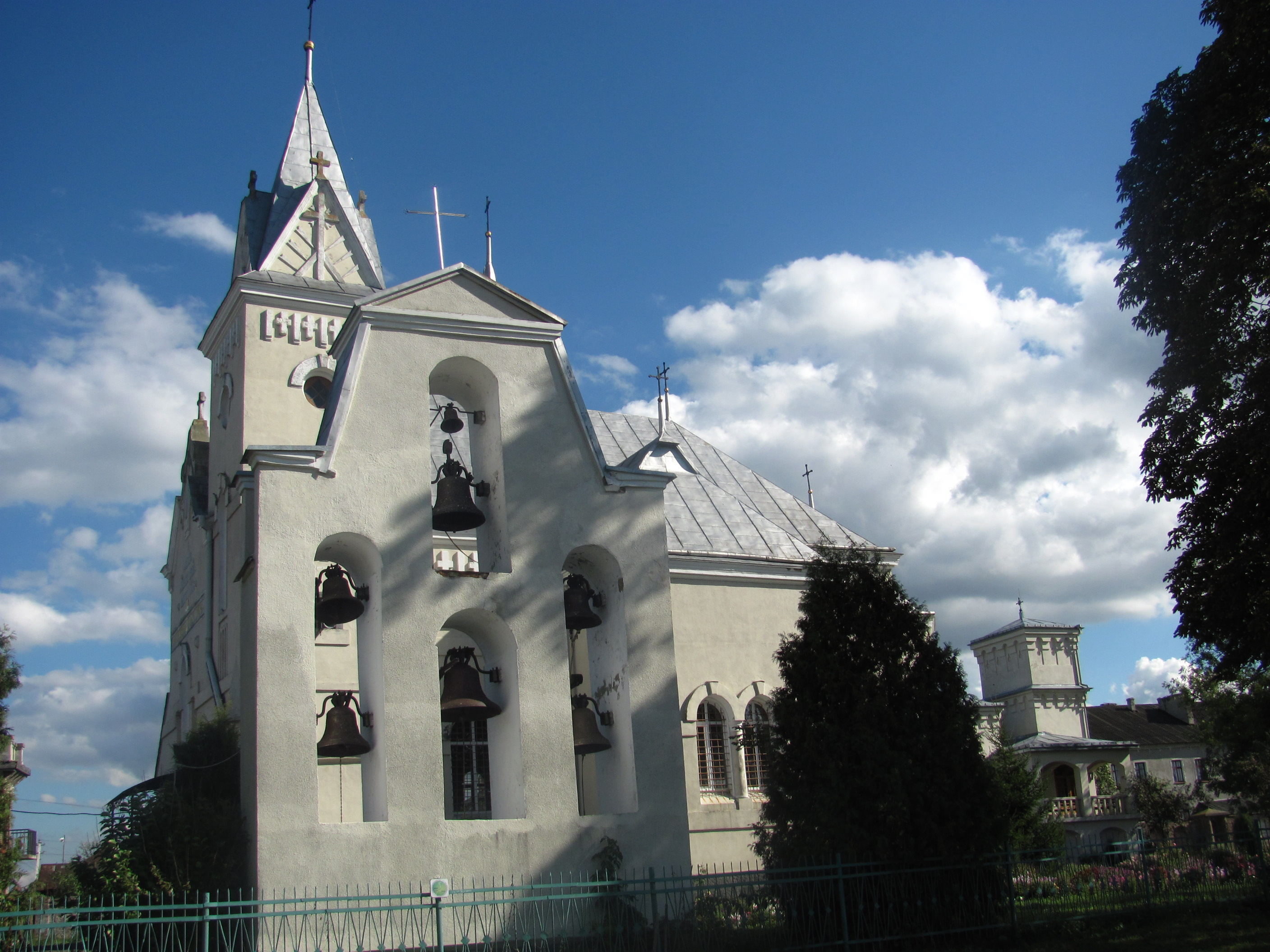
Współcześnie użytkowana dzwonnica